# Keiji Nakazawa
Pour les articles homonymes, voir Nakazawa.
中沢 啓治
Œuvres principales
Première œuvre : Spark 1
Autres ouvrages :
- Gen d'Hiroshima

Keiji Nakazawa (中沢 啓治, Nakazawa Keiji, né le 14 mars 1939 à Hiroshima et mort le 19 décembre 2012 dans la même ville) est un auteur de bande dessinée japonais.
Il est principalement connu pour Gen d'Hiroshima, œuvre publiée de 1973 à 1985 évoquant le bombardement d'Hiroshima de 1945 et ses conséquences à long terme.

## Biographie

### Enfance à Hiroshima
Keiji Nakazawa naît le 14 mars 1939 à Hiroshima, au Japon. Son père est un peintre de style traditionnel, qui décore notamment des geta. Quatrième né de la famille, Keiji a trois frères et deux sœurs. Il est présent dans sa ville natale lors du bombardement atomique du 6 août 1945. Son père, sa sœur aînée et son petit frère, piégés par l'effondrement de leur maison, meurent dans les incendies qui suivent l'explosion, mais sa mère enceinte d'une deuxième fille et ses deux autres frères survivent.
Peu après la guerre, Nakazawa est marqué par la lecture de La Nouvelle Île au trésor d'Osamu Tezuka (1947) et par le spectacle des kamishibai. Enfant solitaire, il passe ses journées à réaliser des dessins d'humour, et s'oriente vers le lettrage publicitaire une fois son diplôme d'études secondaires obtenu. En 1960, sa première illustration est publiée par la revue Omoshiro Bukku, qui lui prend ensuite quelques histoires. Afin de faire carrière, Nakazawa décide alors de s'installer à Tōkyō, où sont situées les principales maisons d'édition japonaises.

### Années 1960
Arrivé dans la capitale en 1961 avec pour ambition de percer dans le milieu du manga pour jeunes garçons (shōnen), Nakazawa travaille d'abord comme assistant de Daiji Kazumine (一峰 大二) puis de Naoki Tsuji (辻 なおき). En 1963, Shōnen Gahō publie sa première histoire professionnelle, Spark 1 (スパーク1, Supāku 1). Publié également par Shōnen King et Bokura, il ne parvient cependant pas à percer et se contente de publier des mangas commerciaux.
En 1966, Nakazawa revient à Hiroshima et se marie peu avant la mort de sa mère. Lors de l'incinération de celle-ci, il constate avec horreur que ses os avaient disparu, rongés par le rayonnement atomique. Il décide alors de faire une bande dessinée inspirée par le bombardement d'Hiroshima de 1945 : Sous la pluie noire (黒い雨にうたれて, Kuroi ame ni utarete) met en scène un assassin à la Golgo 13 qui tue des Américains impliqués dans les bombardements, présentés comme de sadiques expériences scientifiques in vivo. Bien que l'histoire soit refusée par les principaux éditeurs et qu'il doive continuer à aligner les œuvres alimentaires pour faire vivre sa femme et son premier enfant né en 1967, Nakazawa ne se décourage pas et une revue pour adulte, Manga Punch, finit par accepter de la publier en 1968, ainsi que sept autres histoires du même acabit.
Le 8 septembre 1969, l'hebdomadaire pour jeunes garçons Weekly Shōnen Jump entame la publication de Moero ! Guzumu (燃 えろ!グズ六), ce qui en fait la première bande dessinée de Nakazawa publiée dans une revue à fort tirage. Suivent Otoko Nara Shōrino Uta wo ! (男なら 勝利の歌を!, 1969-1970), Okinawa (オキナワ, 1970), Wakai Kaze (若い嵐, 1970-1971) et Guzumu Kōshinkyoku (グズ 六行進曲, 1971-1972). Nakazawa est devenu un auteur à part entière, capable de plaire au jeune public auquel ces histoires à suivre sont destinées. Outre celles-ci, Nakazawa publie des récits complets anti-guerre, comme Soudain un jour (ある日突然に, Aru hi totsuzen), 80 pages publiées d'un seul tenant en 1970 mettant en scène un père irradié à Hiroshima dont le fils développe une leucémie.
En 1972, le rédacteur en chef des revues Jump Tadasu Nagano (ja) demande à ses auteurs d'écrire un récit autobiographique pour le numéro d'octobre de Monthly Shōnen Jump. Dans son histoire, Je l'ai vu (おれは見た, Ore wa mita), Nakazawa évoque pour la première fois son expérience directe du bombardement, alors qu'il s'était surtout intéressé à ses conséquences dans les années précédentes. Nagano, marqué par ce récit qui suscite par ailleurs des réactions positives chez les lecteurs, propose à Nakazawa d'en réaliser une version plus ambitieuse, ce que l'auteur s'empresse d'accepter.

### Gen d'Hiroshima
La publication de Gen d'Hiroshima (はだしのゲン, Hadashi no Gen, littéralement Gen aux pieds nus) débute le 4 juin 1973 dans le numéro 25 de Weekly Shōnen Jump, alors tiré à deux millions d'exemplaires. Le sujet complexe et la dureté de la série ne lui permettent pas de fédérer le lectorat et, lorsque Nagano, promu, est remplacé à l'automne 1974, Nakazawa est prié de trouver un autre support de publication. La maison-mère de la revue, Shueisha, pense en effet qu'un manga sur les bombardements atomiques ne pourrait se vendre, et que le sujet pourrait mener à des controverses.
C'est finalement la nouvelle maison d'édition Chōbunsha (ja) qui commence à publier les éditions reliées de la série à partir de 1975. Elle devient immédiatement un succès critique et de librairie, et la publication périodique reprend dans des mensuels de gauche non spécialisés dans la bande dessinée, ce qui permet à Nakazawa d'attirer l'attention d'un public adulte cultivé : Shimin (市民, 1975-1976), Bunka Hyōron (文化評論, 1976-1980) et la revue du syndicat des professeurs Kyōiku Hyōron (文化評論, 1982-1985). Une adaptation cinématographique dirigée par Tengo Yamada sort sur les écrans en 1976, suivie de deux autres épisodes en 1977 et 1980, puis de dessins animés très réalistes de Mori Masaki (真崎 守) en 1983 et 1986. En 1981, une comédie musicale est montée, tandis qu'en 1982, un premier roman inspiré de l'univers de Gen est publié.
Dans la deuxième moitié des années 1970, Nakazawa produit de moins en moins de mangas de divertissement grand public, jusqu'à se consacrer uniquement aux mangas anti-guerre et anti-nucléaire à partir de la fin de la décennie. En 1977, il publie une dernière histoire à suivre dans Weekly Shōnen Jump, Yūkari no Moku no Moto de (ユーカリ の木のもとで). En 1979, il sort Invitation de l'enfer (冥土からの招待, Meido kara no shōtai).
Le succès de Gen d'Hiroshima dépasse rapidement les frontières japonaises, à une époque où les mangas sont encore très mal connus dans le reste du monde. En 1976, un projet de traduction en anglais est lancé qui débouche en 1978 sur la publication d'une traduction sélective à New York et de Je l'ai vu quatre ans plus tard. Un volume en allemand et un en espéranto sortent en 1982. La traduction du premier volume publiée par Les Humanoïdes Associés en 1983 fait de Nakazawa l'un des premiers mangakas traduits en français. En 1985, un album en suédois est publié, puis des traductions en norvégien et finnois l'année suivante. La plupart de ces traductions se contentent cependant d'un seul tome, face au peu de succès qu'elles rencontrent.

### Nakazawa de 1985 à sa mort
Les traductions de Gen d'Hiroshima sont menées à terme en russe (1995-2001), en anglais (1995-2010, avec une introduction d'Art Spiegelman) et en français (2003-2007). La série est traduite aussi dans d'autres langues : indonésien (1996), portugais brésilien (2000), espagnol (2003), polonais (2004), néerlandais (2005).
En 2006, Gen d'Hiroshima reçoit en Allemagne le Prix Max et Moritz de la meilleure publication de bande dessinée importée, puis l'année suivante en France le Prix Tournesol et le prix Asie de l'ACBD lors de la remise des Japan Expo Awards à la Japan Expo.
En 1983, un film d'animation, Gen d'Hiroshima en est tiré par Mori Masaki (produit par Madhouse), suivi d'un second en 1986. En 2006, un téléfilm en deux épisodes est produit par Fuji Television.
En 2011, après la catastrophe nucléaire de Fukushima, Nakazawa critique l'emploi civil de l'énergie nucléaire, alors qu'un documentaire sur sa série-phare sort au Japon. Il meurt le 19 décembre 2012 à Hiroshima des suites d'un cancer des poumons,

## Style
Terrible témoignage sur le bombardement de Hiroshima, cette œuvre est également très critique envers la société militariste japonaise pendant la Seconde Guerre mondiale. Dans ce recueil historique, l'auteur a osé exposer, à une époque où on préférait les taire, l'aveuglement des militaires japonais, la souffrance des familles, le rejet des victimes — symboles de la défaite aux yeux du peuple —, le marché noir d'après-guerre, l'occupation américaine et les débuts du Japon moderne[réf. souhaitée].

## Publications en français

### Bande dessinée
- Gen d'Hiroshima :
  - Gen d'Hiroshima, Les Humanoïdes Associés, coll. « Autodafé », 1983. (ISBN 2-7316-0214-7)
  - Mourir pour le Japon, Albin Michel, 1990.  (ISBN 2-226-05152-X)
  - Gen d'Hiroshima, Vertige Graphic, 2003-2007, 10 volumes (première édition intégrale)

### Roman
- J'avais six ans à Hiroshima, le 6 août 1945, 8h15 (trad. Miho Shimma, intr. Michel Cibot), Le Cherche midi, coll. « Documents », 1995.  (ISBN 2862743666)